# Ailanthus excelsa
Ailanthus excelsa är en bittervedsväxtart som beskrevs av William Roxburgh. Ailanthus excelsa ingår i släktet gudaträdssläktet, och familjen bittervedsväxter. Inga underarter finns listade i Catalogue of Life.